# Галеријев лук и ротонда
Галеријев лук (грч. Αψίδα του Γαλερίου) или Камара (Καμαρα) и Ротонда (Ροτοντα) су суседни споменици из раног 4. века нове ере у граду Солуну, у области Периферије Средишње Македоније у северној Грчкој.

## Историја
Римски цар Галерије у 4. веку наручио је ове две грађевине као елементе царске четврти повезане са његовом солунском палатом. Археолози су пронашли значајне остатке палате на југозападу. Ове три монументалне грађевине биле су повезане путем који је пролазио кроз лук, који се уздизао изнад главног градског пута исток-запад.
Лук је био састављен од зиданог језгра обложеног мермерним плочама славећи победу над Нарзесом, седмим царем у Сасанидском Персијском царству, 299. године нове ере. Сачувано је око две трећине лука.
Ротонда је била масивна кружна грађевина са зиданим језгром која је имала окулус (кружни отвор) попут Пантеона у Риму. Прошао је кроз више периода употребе и модификација као политеистички храм, хришћанска базилика, муслиманска џамија и поново хришћанска црква (и археолошко налазиште). Минарет је сачуван, а древни остаци изложени су на његовој јужној страни.

## Локација и опис лука
Галеријев лук стоји на данашњој раскрсници улица Egnatia и Dimitriou Gounari. Лук је саграђен 298. до 299. године нове ере и посвећен 303. н.е. да прослави победу тетрарха Галерија над Сасанидским Персијанцима у бици код Сатале и заузимање њиховог главног града Ктесифона 298. године.
Конструкција је била октопилон (капија са осам стубова) формирајући троструки лук који је био изграђен од зиданог језгра обложен прво опеком, а затим мермерним плочама са скулптуралним рељефом. Централни лучни отвор био је широк 9,7 м и висок 12,5 м, а секундарни отвори на другој страни били су широки 4,8 м и високи 6,5 м. Централни лук простирао се на делу пута Via Egnatia (магистрални римски пут од Дирахацијума до Византиона) који је кроз град пролазио као декуманус (главна улица правца исток-запад). Кроз лук је дуж његове дуге осе пролазио пут који је повезивао Ротонду (125м североисточно) са дворским комплексом (235м југозападно).
Преживела су само северозападна три од осам стубова и делови зиданих језгара горњих лукова: тј. уништена је цела источна страна (четири стуба) и најјужнији од западних стубова. Изведена је опсежна консолидација модерном опеком на изложеним зиданим језгрима ради заштите споменика. Два стуба која окружују средишњи лучни пролаз задржала су своје мермерне плоче, које приказују Галеријеве ратове против Персијанаца.

### Скулптурални програм лука
Разумевање скулптуралног програма лука ограничено је губитком већине мермерних плоча, али остаци дају утисак целине. На сваком стубу уклесана су по четири вертикално сложене извајане декорације, свака одвојена сложеним лајснама. Натпис за реку Тигар указује на то да су вероватно постојали натписи и на другим приказима које су градитељи сматрали потребним. У презентацијама је узета уметничка слобода, на пример, Цезар Галерије је приказан у личној борби са сасанидским шахом Нарзесом на једном од паноа; иако се никада нису срели у борби. На луку Галерије напада копљем Нарзеса копљем док се орао носећи победнички венац у канџама приближава Галерију. Цезар сигурно седи на свом коњу, док се персијски краљ чини као да је готово без коња. Престрављени Персијанци чуче под копитима цезаровог коња у хаосу битке. Панел изражава моћ Цезара Галерија.
Рељеф царске породице спојене у подношењу жртве захвалности дугује свој далеки прототип Аугустовим рељефима на Ara Pacis-у у Риму. Галеријева супруга, Диоклецијанова ћерка Валерија, приказана је уз њега. Сва лица су била пажљиво изклесана, било као Damnatio memoriae или у каснијој културној нетолеранцији слика.
На другом панелу, тетрархи су сви поређани у тогама док Викторија држи победнички венац на главама двојице Аугуста. Трећи пано слави јединство тетрархије, са приказом тетрарха који стоје заједно; деперсонализовани начин приказивања тетрарха подсећа на шематске статуе тетрарха у порфиру у Цркви Светог Марка у Венецији. Само Галерије је обучен у оклоп и нуди жртву на олтару.
Оно што је остало од лука потврђује славу тетрархије и истакнутост Галерија у том систему. Лук слави Римско царство у част Галеријеве победе над сасанидским краљем. Галерије је такође приказан на свом коњу са десне стране, док напада сасанидског чувара.

## Ротонда

### Локација и опис Ротонде
Галеријева ротонда је на 125 м североисточно од Галеријевог лука на 40°37'59,77"N, 22°57'9,77"Е. Такође је позната (по њеном посвећењу и употреби) као Грчка православна црква Свети Георгије, а неформално се назива Црква Ротонде (или једноставно Ротонда).
Цилиндрична конструкција саграђена је 306. године нове ере по наређењу тетрарха Галерија, за кога се мислило да је намеравао да то буде његов маузолеј.
Пречник Ротонде је 24,5 м. Зидови су јој дебљине више од 6 м, због чега је издржала солунске земљотресе. Зидове прекида осам правоугаоних удубљења, а западно удубљење чини улаз. Равна купола од опеке, висока 30 м на врху, крунише цилиндричну структуру. У свом оригиналном дизајну, купола Ротонде имала је окулус, као Пантеон у Риму.

### Употреба Ротонде
Галерије је умро 311. године и сахрањен је у Гамзиграду (Феликс Ромулијана) код Зајечара у Србији. Ротонда је стајала празна неколико деценија све док цар Теодосије I није наредио њено претварање у хришћанску цркву крајем четвртог века. Црква је била украшена врло квалитетним мозаицима. Од оригиналне декорације сачувани су само фрагменти, на пример, трака која приказује светитеље са рукама подигнутим у молитви, испред сложених архитектонских фантазија.
Зграда се користила као црква (црква Асоматона или Архангелона) више од 1.200 година док град није пао у руке Османског царства. 1590. године претворена је у џамију звану Џамија Сулејмана Хортаји ефендије, а структури је додан минарет. Служила је као џамија до 1912. године, када су Грци заузели град током Балканских ратова. Грчки православни званичници реконструисали су грађевину као цркву и напустили су минарет. Структура је оштећена током земљотреса 1978. године, али је накнадно обновљена. 2004. године, минарет је још увек био стабилизован скелом. Зграда је сада историјски споменик под Ефоратом византијских старина грчког Министарства културе, иако Грчка православна црква има приступ споменику за разне свечаности неких дана у години (као Црква Светог Ђорђа).
Ротонда је најстарија од солунских цркава. Неке грчке публикације тврде да је то најстарија хришћанска црква на свету, иако постоје конкуренти за ту титулу. То је најважнији сачувани пример цркве из раног хришћанског периода дела римског царства који говори грчки.

### Лук
- Dyggve, E. (Copenhagen, 1945). "Recherches sur le palais imperial de Thessalonique".
- Engemann, J. (JAC 22, 1979). "Akklamationsrichtung, Sieger- und Besiegtenrichtung auf dem Galeriusbogen in Saloniki".
- Garrucci, P. (W. Wylie, trans.). (NC 10, 1870). "Brass Medallion Representing the Persian Victory of Maximianus Galerius".
- Hébrard, E. (BCH 44, 1920). "L'Arc de Galère & l'église Saint-Georges à Salonique".
- Kinch, K. F. (Paris, 1890). "L'arc de triomphe de Salonique".
- Laubscher, H. P. (Berlin, 1975). "Der Reliefschmuck des Galeriusbogens in Thessaloniki".
- Makaronas, C. J. (Salonica, 1970). The Arch of Galerius at Thessaloniki.
- Meyer, H. (JdI 95, 1980). "Die Frieszyklen am sogenannten Triumphbogen des Galerius in Thessaloniki".
- Pond Rothman, M. S. (AJA 81, 1977). "The Thematic Organization of the Panel Reliefs on the Arch of Galerius".
- Pond Rothman, M. S. (Byzantine Studies/Etudes Byzantines 2:1, 1975). "The Panel of the Emperors Enthroned on the Arch of Galerius".
- Sutherland, C. H. V. (London, 1967), RIC IV: From Diocletian's Reform (A.D. 294) to the Death of Maximinus (A. D. 313)
- Velenis, G. (AA, 1979). "Architektonische Probleme des Galeriusbogens in Thessaloniki".
- Velenis, G. (AA, 1983). "Nachträgliche Beobachtungen am Oberbau des Galeriusbogens in Thessaloniki".
- Vermeule, C. C. (Cambridge, Massachusetts, 1968). "Roman Imperial Art in Greece and Asia Minor".
- von Schönebeck, H. (BZ 37, 1937). "Die zyklische Ordnung der Triumphalreliefs am Galeriusbogen in Saloniki".
- von Schönebeck, H. (JbBerlMus 58, 1937). (Preserves image of the now lost head of Galerius, possibly from the large Arch of Galerius. The relief head was in Berlin.)

### Палата
- Αθανασιου, Φ. et al. (ΑΕΜΘ 8, 1994). "Νεα στοιχεια για το Οκταγωνο του γαλεριανου συγκροτηματος".
- Αθανασιου, Φ. et al. (Θεσσαλονικεων πολις 3, 1981). "τα ανακτορα του Γαλεριου στη Θεσσαλονικη, Μεθοδολογια αποκαταστασης".
- Αθανασιου, Φ. et al. (Θεσσαλονικεων πολις 4, 2001). "Το λουτρα του ανακτορικου συγκροτηματος του Γαλεριου".
- Dyggve, E. (Copenhagen, 1945). "Recherches sur le palais imperial de Thessalonique".
- Dyggve, E. (Dissertationes Pannonicae ser. 2, 11, 1941). "Kurzer vorläufiger Bericht über die Ausgrabungen im Palastviertel von Thessaloniki".
- Hébrard, E. (BCH 44, 1920). "Les Travaux du Service archéologique d'Armée d'Orient a l'arc de triomphe de Galère & à l'arc de triomphe de Galère et à l'église Saint-Georges de Salonique".
- Καραμπερη, Μ. (AAA 23–28, 1990-1995). "Ο πολος του Οκταγωνο στο γαλεριανο συγκροτημα και η σχεση του με το νοτιο μεγαλο περιστυλιο".
- Καραμπερη, Μ. (Θεσσαλονικεων πολις 3, 2000). "Η αυτοκρατορικη εδρα Θεσσαλονικη".
- Sasel, J. (ed.). Tabula Imperii Romani (Sheet K34).
- Vichers, M. (BSA 66, 1971). "A note on the Byzantine Palace at Thessaloniki".
- Ward-Perkins, J. B. (New York, 1981). "Roman Imperial Architecture".

### Опште референце
- Bianchi-Bandinelli, R. (New York, 1971). "Rome: The Late Empire".
- Brilliant, R. (L'Arte 10, 1970). "Temporal Aspects in Late Roman Art".
- Brown, P. (New York, 1971). "The World of Late Antiquity".
- Cameron, A. (Cambridge, Massachusetts, 1993). "The Later Roman Empire, A. D. 284-430".
- Kleiner, D. E. E. (New Haven, 1992). "Roman Sculpture".